# William Ellery
William Ellery (1727 – 1820) va ser un dels signants de la Declaració d'Independència dels Estats Units com a representant de Rhode Island. El 1764, els Baptistes van consultar amb Ellery i el reverend congregacionalista Ezra Stiles per l'escriptura d'una acta constitutiva per al que es convertiria en la Universitat de Brown. No obstant això, Ellery i Stiles van intentar donar el control de la universitat per als congregacionalistes però els Baptistes van retirar la petició fins que va ser reescrita per assegurar el control baptista. Ni Ellery ni Stiles van acceptar la invitació per a les places congregacionalistes reservades al consell d'administració.

## Biografia
William Ellery va néixer a Newport el 2 de desembre de 1727, essent el segon fill de William Ellery, Sr i Elizabeth Almy. Va rebre la l'educació primària del seu pare, un comerciant i graduat de Harvard. El 1747 William Ellery es va graduar al Harvard College, on va destacar en grec i llatí. Ellery va tornar a Newport, on va treballar primer com a comerciant, al costat d'un recaptador de duanes i després com a Secretari de l'Assemblea General de Rhode Island. Ellery va començar a exercir el dret el 1770 a l'edat de 43 anys i va ser un membre actiu dels Fills de la Llibertat de Rhode Island.
Després de la mort de Samuel Ward el 1776, Ellery va substituir a Ward al Congrés Continental. Ellery va ser un dels cinquanta-sis signants de la Declaració d'Independència el 1776. Ellery va ser també un dels signants dels Articles de la Confederació.
Ellery també es va exercir com a jutge de la Cort Suprema de Rhode Island i el 1785 s'havia convertit en un abolicionista. Va ser el primer recaptador de duanes del port de Newport sota la Constitució, servint-hi fins a la seva mort. Ellery era un fidel actiu a la Segona Església Congregacional de Newport.
Després de la seva mort el 15 de febrer 1820 als 92 anys, Ellery va ser enterrat al cementiri comú de Newport. 
La Societat de Rhode Island dels Fills de la Revolució i el Capítol William Ellery de les Filles de la Revolució Americana fa una commemoració anual a la seva tomba el 4 de juliol.

## Família i llegat
Ellery es va casar amb Ann Remington de Cambridge, Massachusetts, el 1750. Ella era la filla del jutge Jonathan Remington (1677-1745, cosí i millor amic del governador Jonathan Belcher) i va morir el 1764 a Cambridge, on va ser enterrada. Ellery es va tornar a casar el 1767 amb Abigail Cary.
Els seus descendents inclouen Ellery Channing, Francis Dana, Washington Allston, William Ellery Channing, Richard Henry Dana, Sr., Edie Sedgwick, Kyra Sedgwick, James Ellery, Gary Ellery, Jadriene M. Ellery, William Ellery Roberts, Manon Roberts-Gowns, Jeffrey P Ellery, Sarah L. Ellery, Kate M. Ellery. L'avinguda Ellery de Middletown, Rhode Island porta el seu nom. Va tenir 19 fills i es va csar dues vegades al llarg de la seva vida.
William Ellery és l'homònim de la ciutat d'Ellery, Nova York.

## Imatges

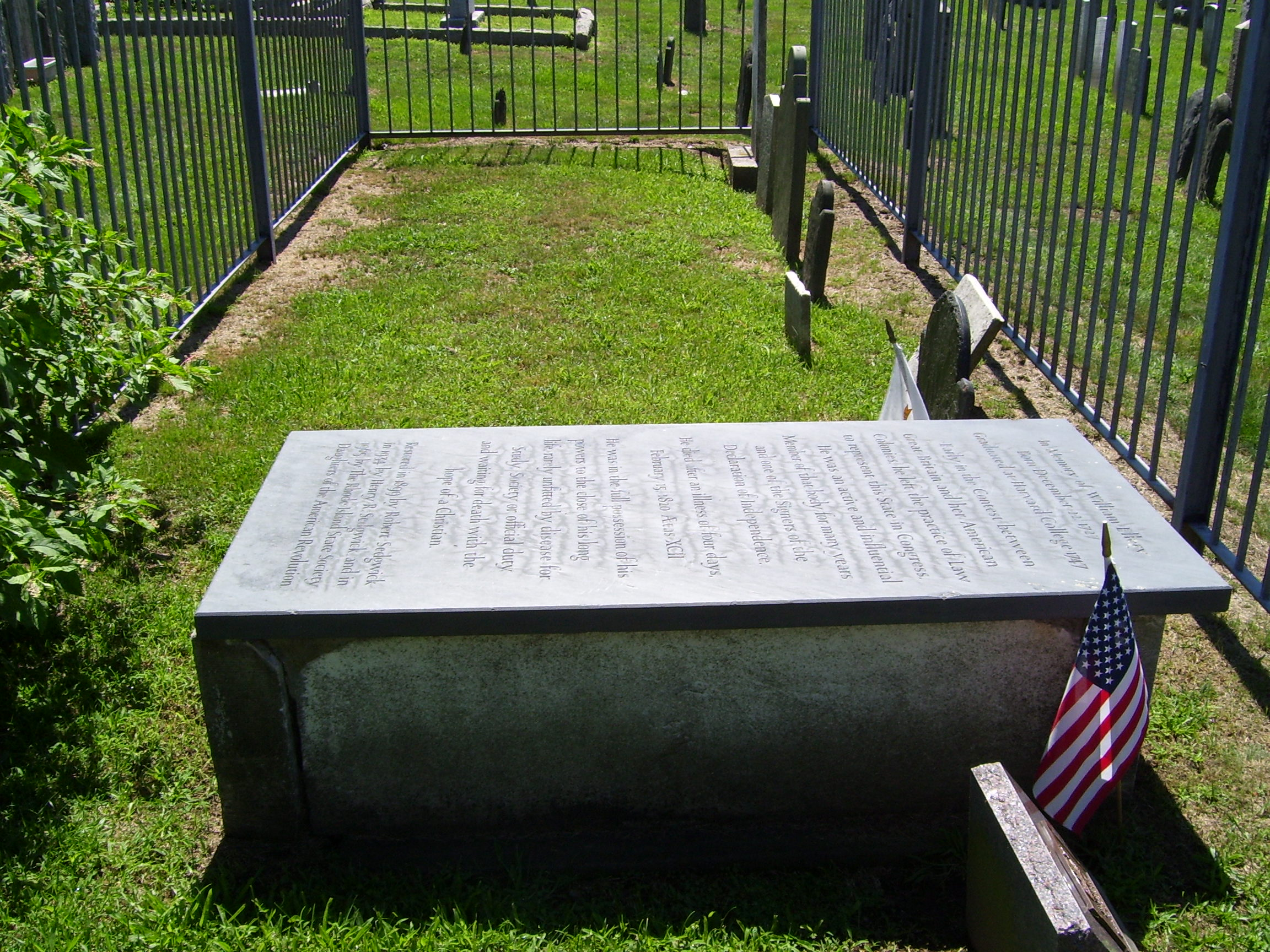
Tomba d'Ellery al cementiri comú de Newport
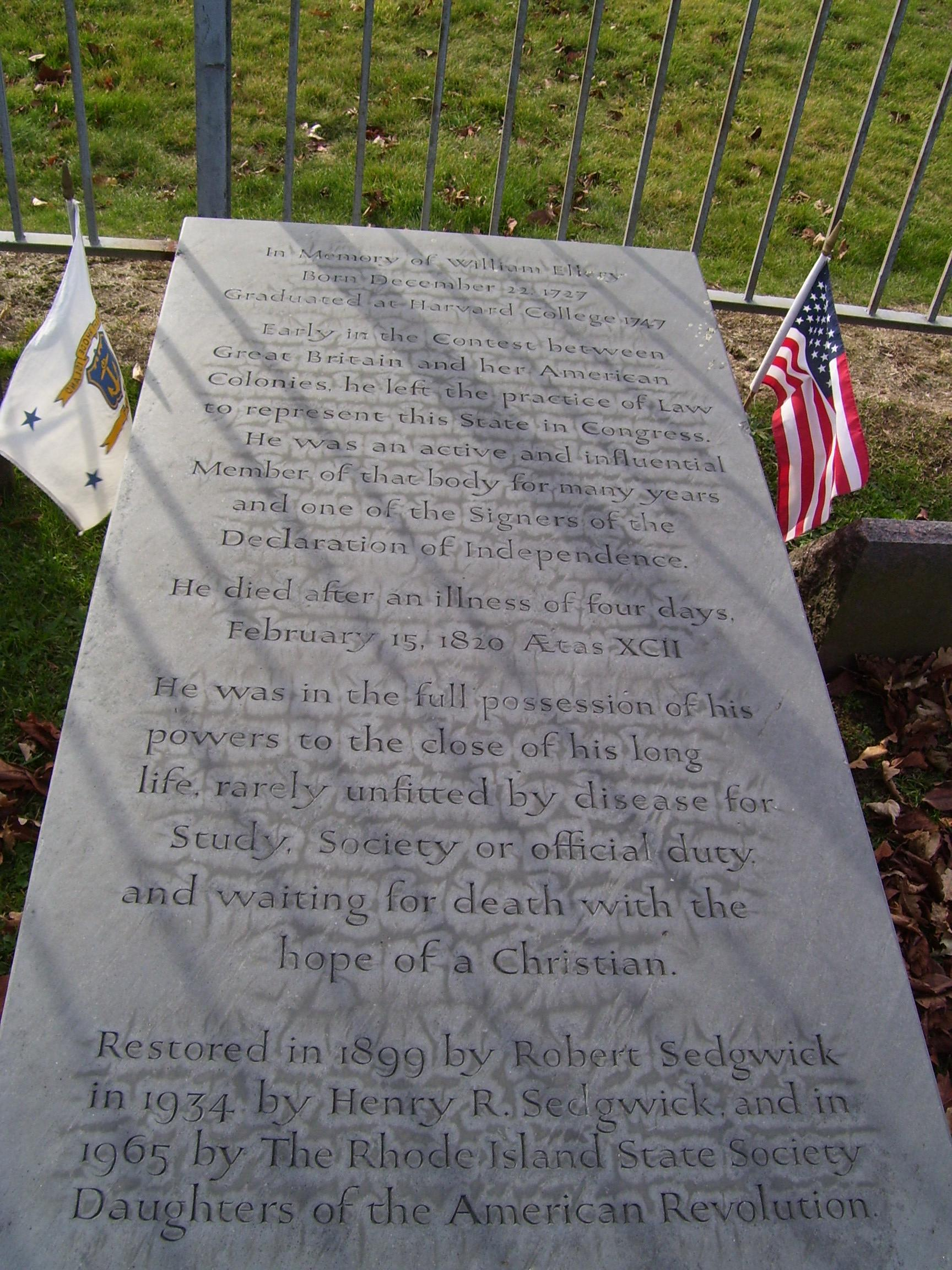
Inscripció de la tomba de William Ellery
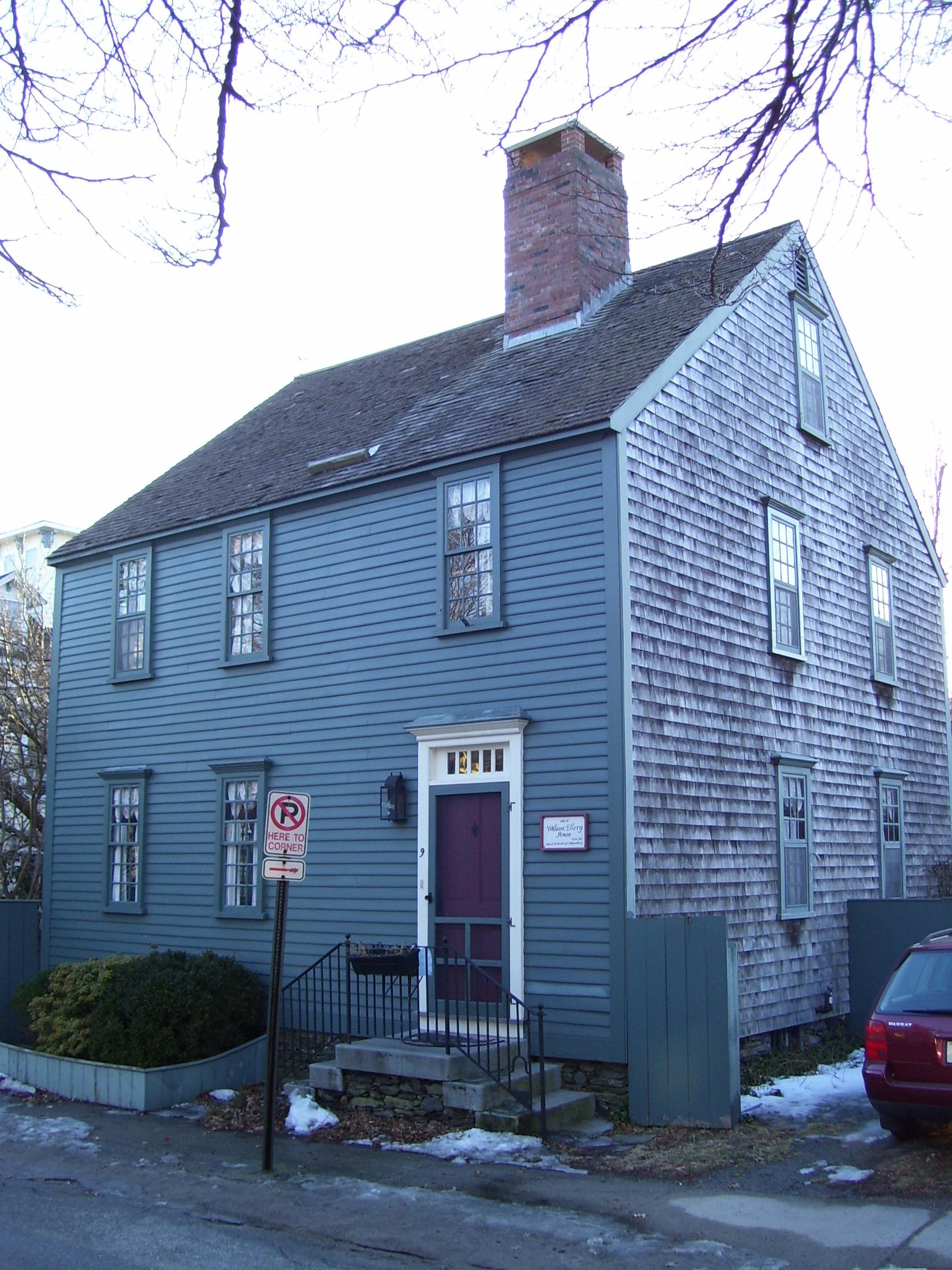
Casa d'Ellery a Thames Street de Newport, prop d'on està enterrat
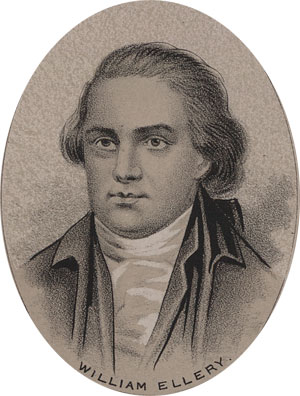
William Ellery per Ole Erekson, gravador